# Округ Рејнс (Тексас)
Округ Рејнс (енгл. Rains County) је округ у америчкој савезној држави Тексас. По попису из 2010. године број становника је 10.914.

## Демографија
Према попису становништва из 2010. у округу је живело 10.914 становника, што је 1.775 (19,4%) становника више него 2000. године.
| Група             | 2000.         | 2010.         |
| Белци             | 8.183 (89,5%) | 9.553 (87,5%) |
| Афроамериканци    | 267 (2,9%)    | 256 (2,3%)    |
| Азијати           | 31 (0,3%)     | 55 (0,5%)     |
| Хиспаноамериканци | 505 (5,5%)    | 839 (7,7%)    |
| Укупно            | 9.139         | 10.914        |